# Karangnangka (Blega)
Karangnangka is een bestuurslaag in het regentschap Bangkalan van de provincie Oost-Java, Indonesië. Karangnangka telt 2732 inwoners (volkstelling 2010).